# Электронное правосудие
Электронное правосудие — способ и форма осуществления предусмотренных законом процессуальных действий, основанные на использовании информационных технологий в деятельности судов, включая взаимодействие судов, физических и юридических лиц в электронном (цифровом) виде.

## В отдельных странах

### Россия
В России длительное время термин «электронное правосудие» применялся только в отношении системы арбитражных судов, что было обусловлено сторонами, участвующими в арбитражных спорах: как правило, ими являются юридические лица, а для физических лиц, выступающих в качестве участников процесса в судах общей юрисдикции, электронное взаимодействие в рамках судопроизводства не предполагалось. Объединение Верховного Суда Российской Федерации и Высшего Арбитражного Суда Российской Федерации оказало значительное влияние на дальнейшие планы и развитие электронного правосудия в России.
Для создания оптимальных условий внедрения электронного правосудия Судебным департаментом при Верховном суде Российской Федерации была разработана Концепция развития информатизации судов до 2020 года (утверждена постановлением Президиума Совета судей Российской Федерации от 19 февраля 2015 года № 439), предусматривающая мероприятия по разработке программного обеспечения, позволяющего применять юридические значимые электронные документы в деятельности судебных органов, а также осуществлять эффективное межведомственное электронное взаимодействие.
Технологии не только ускорят судопроизводство, но и повысят доверие гражданА. М. Гурович

#### Государственная автоматизированная система «Правосудие»
Данная система электронного правосудия представляет собой территориально распределенную систему, предназначенную для формирования единого информационно-аналитического пространства Судебного Департамента при Верховном Суде Российской Федерации и судов общей юрисдикции.
ГАС «Правосудие» включает в себя следующие подсистемы:
1. «Судебное делопроизводство и статистика»;
2. «Судебная экспертиза»;
3. «Банк судебных решений»;
4. «Документооборот и обращения граждан»;
5. «Ведомственная статистика» и д.р.

Развитие системы электронного правосудия в рамках деятельности государственной автоматизированной системы «Правосудие» осуществляется в соответствии с положениями Концепции развития информатизации судов до 2020 года, утвержденной постановлением Президиума Совета судей Российской Федерации от 19 февраля 2015 года № 439.
Так, рассматриваемой Концепцией определены следующие задачи:
1. Сокращение сроков рассмотрения дел и жалоб на основе использования информационных технологий;
2. Обеспечение единого сетевого доступа к библиотечной информации для работников судебной системы;
3. Объективный анализ правоприменительной практики, структуры совершаемых преступлений и правонарушений на основе анализа статистических данных;
4. Повышение оперативности оформления материалов по делу при подготовки дел;
5. Улучшения качества взаимодействия с гражданами и организациями.

#### Сервис «Правосудие онлайн»
Пилотный проект, созданный в рамках реализации национальной программы «Цифровая экономика» при поддержке Министерства цифрового развития.
Создатели также утверждают, что инновационный сервис будет иметь следующие функциональные особенности:
1. Автоматический выбор подведомственности и подсудности дел;
2. Получение всех необходимых документов в электронной форме;
3. Идентификация участников судебного процесса по биоматериалам;
4. Автоматический расчет пошлины исходя из информации, указанной в заявлении.

### США
В Соединённых Штатах Америки информация о судах США размещается на сайте www.uscourts.gov, вместе с тем электронное правосудие представлено системой открытого доступа к судебным электронным записям Public Accessto Court Electronic Records (PACER).
Регистрация в системе PACER бесплатная, но доступ к информации по делу стоит 0.10 долл. за страницу. С помощью данной системы можно ознакомиться с реестром принятых заявлений, проследить ход рассмотрения дела, историю принятых решений, календарь даты назначенных заседаний.
В судах США также широко применяется система «Управление делом / электронный реестр дел (CM / ECF)» представляющая собой электронную платформу, посредством которой федеральные суды взаимодействуют с населением и управляют своими делами и документами. Эта система позволяет сторонам, их представителям, подавать документы непосредственно в суд, используя сеть Интернет.

### Канада
Трибунал по разрешению гражданских споров (Civil Resolution Tribunal), функционирующий в Канаде является примером реализации системы электронного правосудия. Уникальность данного судебного органа заключается в том, что все этапы судебного производства предполагают использование информационных технологий.
Так, электронное правосудие в Канаде предполагает наличие следующих стадий:
1. первоначальное обращение в ТРГС, в рамках которого заявитель предоставляет информацию о своей проблеме и получает рекомендации относительно возможных вариантов её решения;
2. подача искового заявления;
3. переговоры о возможности заключения мирового соглашения;
4. переговоры сторон с участием профессионального посредника — сотрудника ТРГС;
5. рассмотрение дела членом ТРГС, который, не приглашая стороны для непосредственного участия в разбирательстве, на основе представленных ими в электронном виде доказательств выносит юридически обязательное решение.

### Финляндия
Инициирование электронного судебного разбирательства возможно лишь в следующих случаях: подача ходатайств о вызове в суд в случае неоспоримых требований, заявлений о предоставлении юридической помощи; назначение адвокатов; подача заявлений о возмещении государственных пошлин и расходов.

### Германия
Механизмом обеспечивающим функционирование электронного правосудия в Германии, является Электронный судебный и административный почтовый ящик (EGVP). Данная программа предоставляет пользователям такие возможности, как круглосуточный доступ к информационным судебным ресурсам, надежная передача данных, защищенная связь с использованием криптографических механизмов, возможность электронной обработки файлов, получение автоматических уведомлений по электронной почте, поддержка всех аккредитованных карточек подписи. EGVP также содержит специальную информацию для людей с ограниченными способностями, так, для них информация предоставляется в видеоматериалах, где коммуникация осуществляется посредством жестов.